# 柬埔寨人民革命武装力量

柬埔寨人民革命武装力量徽章

柬埔寨人民革命武装力量，又称高棉人民革命武装力量，是柬埔寨人民共和国的武装力量。1979年，该部队在越南的军事援助下成立，越南为其提供装备和培训，初始任务是对抗民主柬埔寨残余势力不断发起的游击战。
1989年，该部队改名为柬埔寨人民武装力量，保留原来的主要结构，但更换了徽章和标志。1993年，该部队并入新成立的柬埔寨王家军。